# Vlad Filat
Vladímir Filat (Lăpușna, RSS de Moldavia, 6 de mayo de 1969), más conocido como Vlad Filat, es un político moldavo que ocupó el cargo de primer ministro de Moldavia desde el 17 de septiembre de 2009 hasta el 25 de abril de 2013.

## Educación y formación
Completó la escuela secundaria en 1986. Llevó a cabo el servicio militar obligatorio en el ejército soviético desde 1987 hasta 1989. Después de eso, estudió en el Colegio de Cooperación (Technikum Kooperativny) de Chisináu (1989-1990) y derecho en la Universidad de Iasi (1990-1994). 
Fue director general de "Romualdo Trading SRL" en Iasi (1994-1997) y presidente del Consejo de Administración de "Dosoftei" empresa en Iasi (1997-1998).

## Inicios en la política
Filat fue miembro del Partido Democrático de Moldavia desde 1997, cuando se fundó el partido, hasta el 2007. 
En 1998, fue nombrado como director general del Departamento de Privatización y la Administración Estatal de Propiedad del Ministerio de Economía y Reforma del Gobierno de la República de Moldavia (1998-1999). 
En 2000, Filat fue elegido vicepresidente del Partido Democrático de Moldavia. En las elecciones parlamentarias de 2005, se convirtió en miembro del Parlamento moldavo. Hasta marzo de 2009, fue vicepresidente de la Comisión Parlamentaria para la Seguridad, Orden Público y Defensa. 
Filat es el presidente del Partido Liberal Democrático de Moldavia desde diciembre de 2007.

## Primer ministro de Moldavia
El 11 de septiembre de 2009, Mihai Ghimpu fue nombrado presidente interino de Moldavia, luego de la renuncia del presidente Vladimir Voronin. Ghimpu tuvo la libertad de elegir un primer ministro y optó por elegir a Filat.